# Kidult
Kidult (z ang. kid – dziecko + adult – dorosły, l.mn. kidulci) – związane z ponowoczesnością określenie konsumenta w średnim (ewentualnie starszym) wieku, aktywnie uczestniczącego w szeroko rozumianej kulturze młodzieżowej i preferującego hedonistyczny stosunek do rzeczywistości, przy jednoczesnym negowaniu odpowiedzialności i stabilności charakterystycznych dla tradycyjnie rozumianej dorosłości. Według słownika oksfordzkiego kidult to dorosły o dziecięcych upodobaniach. Słownik języka polskiego definiuje kidulta jako osobę zachowującą się niedojrzale, jak nastolatek.

## Charakterystyka
Segment kidult (występujący przede wszystkim w krajach wysoko rozwiniętych i zamożnych) jest pożądany z punktu widzenia oferentów dóbr i usług konsumpcyjnych z uwagi na dużą na ogół siłę nabywczą osób w tym przedziale wiekowym. Konsumenci tego rodzaju negują tradycyjne pojęcie dorosłości, jako etapu życia, w którym zwykle bierze się na siebie różnego rodzaju odpowiedzialności, w tym pracę zawodową, utrzymanie rodziny, oszczędzanie, służbę społeczną, czy wspólnotową. Życie polegać ma przede wszystkim na dobrej zabawie, konsumpcji, uczestniczeniu w imprezach rozrywkowych i kupowaniu modnych dóbr oraz usług, zgodnych z aktualnymi trendami i przeznaczonych dla młodego pokolenia, a nawet dzieci. Zabawa staje się dla kidult swoistym obowiązkiem i znacznikiem sukcesu. Jednym z przejawów zjawiska może być zanik formalizmu w sferze ubierania się, chodzenie w odzieży kierowanej głównie do młodszego konsumenta. Zanik tradycyjnego dress codu owocuje jednak stworzeniem innego, właściwego dla tej grupy osób.
Zjawisko wnikliwie badał m.in. Frank Furedi, angielski socjolog, który wskazywał na istnienie całego pokolenia kidult. Antropolog B. Page z Uniwersytetu Miami stwierdził, że uczestniczenie w tej grupie posiada wyraźne znamiona cofania się w rozwoju jednostkowym. Jedną z przyczyn wystąpienia zjawiska może być niewłaściwie przeżyte, niezrealizowane dzieciństwo, rekompensowane w wieku późniejszym, jako ostoja bezpieczeństwa i błogiej nieświadomości (odraczanie dorosłości). Francesco Cataluccio w swojej książce Niedojrzałość. Choroba naszych czasów, uważa, że zjawisko kidult stanowi schorzenie toczące współczesny świat. Ludzie z tej subkultury zachowują się tak, jakby nie chcieli być dorosłymi (Syndrom Piotrusia Pana), ponieważ nie mają ochoty wziąć odpowiedzialności za świat, na którym żyją, i który stworzyli. Według autora przyjmowanie tak niedojrzałych postaw możliwe jest głównie w społeczeństwach zapewniających obywatelom stabilność i bezpieczeństwo.
Kidulci mają duże trudności z nawiązywaniem i podtrzymywaniem więzi oraz relacjami międzyludzkimi. Ich związki przyjacielskie charakterystyczne są dla rozwoju na poziomie około lat ośmiu. Również ich decyzje polityczne (w tym wyborcze) charakteryzują się niedojrzałością i impulsywnością, kierują się oni doraźnymi celami lub silnie inspirują wyglądem zewnętrznym kandydatów. Kidulci posiadający dzieci często starają się w ich oczach uchodzić za tzw. równych kumpli (ang. cool mamy), ubierając się w sposób młodzieżowy, podejmując nieodpowiedzialne zachowania, czy uczestnicząc we wspólnych imprezach towarzyskich i rozrywkowych. 
Językowe nawyki kidultów (tzw. kidultmowa) to daleko posunięty liberalizm językowy, tolerancja w przekraczaniu norm oraz wykorzystywaniu świeżości i kreatywności znaku językowego. Użytkownicy kidultmowy czerpią z wielu odmian językowych oraz dyskursów, przy czym w największej mierze ze slangu młodzieżowego (neologizmy lub znane nastolatkom schematy derywacyjne). Tak w kontaktach osobistych, jak i w mediach społecznościowych powszechnie stosowana jest ironia i cięte riposty. O błyskotliwości i inteligencji osób świadczyć mają takie zabiegi językowe jak rozbijanie utartych połączeń wyrazowych, odwracanie znaczeń, czy gra standardowymi gatunkami mowy. Humor i zabawa charakterystyczna dla innych sfer życia przejawia się również w języku używanym przez kidultów.

## Pojęcie

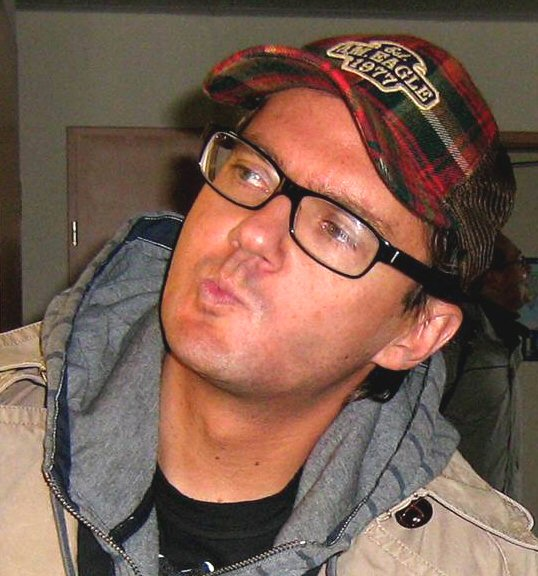
Kuba (właściwie Jakub) Wojewódzki, celebryta - dojrzały mężczyzna w młodzieżowym dress codzie

Pojęcia użyto po raz pierwszy na łamach gazety The New York Times w 1985. Wprowadził je Peter Martin na określenie osób uciekających od trudów dorosłości, przy jednoczesnym korzystaniu z doświadczeń tego wieku. Według innych źródeł pojęcie powstało dopiero w połowie lat dziewięćdziesiątych XX wieku i zostało wprowadzone przez włoskie  przedsiębiorstwo komputerowe Kidult Games, wytwarzające gry na konsole.

## Postacie
Według socjologa, Małgorzaty Młynarskiej, do kidultów należą takie postacie, jak Brad Pitt, Adam Hanuszkiewicz i Kuba (właściwie Jakub) Wojewódzki.